# 張李德和
張李德和（1893年5月6日—1972年12月11日），字連玉，號羅山女史、琳瑯山閣主人、題襟亭主人、逸園主人等；為臺灣雲林縣詩人、畫家，出身雲林西螺望族，為清朝水師副將李朝安後代、儒學訓導李昭元長女，後嫁嘉義醫士張錦燦為妻，皇民化後曾改姓長谷。在協助丈夫事業之餘，亦加入西螺菼社、嘉義羅山吟社，也曾組琳瑯山閣詩會、鴉雀書畫會、題襟亭填詞會、連玉詩鐘社、小題吟會等文人聚會。而除了詩作之外，她在畫壇上亦有所成就，除作品多次入展外，還在1942年獲得「推薦畫家」與「無鑑查畫家」的榮譽。

## 生平
張李德和在光緒十九年（1893年）5月6日（有些資料記5月18日）出生於大清福建臺灣省臺灣府雲林縣西螺堡，幼時由其父傳授漢學，隨後在活源書房向其表姑母劉氏學習了五年。到了明治三十六年（1903年），她進入西螺公學校（今中山國小）就讀，四年後（1907年）進入臺灣總督府國語學校第二附屬學校（學海書院）就讀。明治四十年（1910年）畢業後，先後任教於斗六公學校（今鎮西國小）、西螺公學校、嘉義公學校（今崇文國小）。
之後在大正元年（1912年）時她嫁給嘉義名門張錦燦為妻，隔年因丈夫從總督府立醫學校畢業後，於嘉義廳鹽水港支廳菁藔區菁寮（今臺南市後壁區內）開設了「諸峰醫院」，而辭去了教職以協助處理醫院事務。而後在大正五年（1916年）醫院遷到嘉義區嘉義街（今嘉義市）開業，昭和四年（1929年）改建成洋樓。改建後醫院的二樓成為夫婦起居讀書的靜室，號為「琳瑯山閣」，屋後庭園則名為「逸園」，常於此舉辦詩會。由於她在嘉義創立不少文藝聚會和結社，而在嘉義藝文界有不小的影響力，此外還因其多才多藝而獲得「詩、詞、書、畫、琴、棋、絲繡七絕」的美譽。而除了藝文界外，張李德和在昭和十六年（1941年）時還被推舉為嘉義署聯合保甲婦女團團長。 日治時代晚期改名「長谷德和」。
二次大戰結束，日本投降後，張李德和曾擔任過嘉義救濟院董事長、臺灣省臨時省議會第一屆省議員、明華家事補習學校董事長、臺中書畫展委員、內政部禮俗研究委員會委員、保護養女會主任委員、蘭花盆栽展覽會會長等職，在社會各方面均有貢獻而受敬重。
張李德和與丈夫育有二子七女，分別為長女女英、長子兒雄、次女敏英、三女麗英、四女瓊英、五女慧英、六女妙英、次子藩雄及七女婉英。
她在民國六十年（1971年）時赴日本青森縣的長子家中養病，12月11日病逝於青森縣西津輕郡深浦町，享壽79歲。

## 作品

### 著作
- 《題襟亭詩集》
- 《題襟亭詞集》
- 《琳瑯山閣吟草》
- 《琳瑯山閣題畫集》
- 《張李德和詩文集》[7]

### 畫作
- 《庭前所見》（入選1933年臺展）[8]
- 《木瓜》（入選1936年臺展）[9]
- 《閑庭》（入選1938年府展）[10]
- 《蝴蝶蘭》（入選 1939年府展）[11]
- 《扶桑花》（入選1940年府展、獲頒「總督獎」）[12]
- 《南國蘭譜》（入選1941年府展）[13]

## 家庭
張李德和與張錦燦在日治皇民化期間曾改姓名，分別為「長谷德和」與「長谷武峰」，兩人育有二男七女。

## 延伸閱讀
- 顧敏耀，〈緣情體物與鏡像投射——張李德和詩中梅蘭竹菊之意象探究〉，《臺灣文學評論》，第10卷1期，2010年1月，頁6-15。
- 顧敏耀，〈張李德和與嘉義藝文沙龍「琳瑯山閣」〉，《臺灣文獻》別冊，第35號，2011年3月，頁16-28。
- 顧敏耀，〈女性古典詩人與自然地理書寫——張李德和的山水詩作〉，楊祖漢、楊自平編《綠色啟動：重探自然與人文的關係3》，臺北：遠流出版公司，2012年3月。（ISBN：9789868794436）

## 外部連結
- 臺灣女人>女性創作>文學創作>桃城藝壇才女─張李德和（1893－1972）
- 台灣記憶>台灣歷史人物小傳--明清暨日據時期>張李德和 （页面存档备份，存于）
- 台北二二八紀念館>二二八文學與藝術>張李德和[永久]
- 公視母語小學堂：台灣記事簿--琳瑯女子張李德和 （页面存档备份，存于）
- 文化部國家文化資料庫>台灣大百科全書>張李德和
- (新聞)十全女子 張李德和繪本問世 （页面存档备份，存于）
- 臺灣省諮議會>張李德和[]
- 張李德和--非池中藝術網